# Jakob Klok
Jakob Klok (Nieuw-Scheemda, 4 februari 1893 - Beetsterzwaag, 6 augustus 1984) was een Nederlands politicus.
Hij was hoofd der school in Birdaard (1917-1923) en Akkerwoude (1923-47), waarnemend burgemeester van Kollumerland en Nieuwkruisland (april 1945-februari 1946), burgemeester van het Bildt (1947-1958). Vanaf 1935 had hij voor de SDAP, later voor de PvdA, zitting in de Provinciale Staten van Friesland, vanaf 1955 als fractievoorzitter.
In de Tweede Wereldoorlog speelde hij in Dantumadeel een belangrijke rol in het verzet.

## Jeugd
Jakob (Jaap) Klok werd in 1893 geboren als het vijfde kind van Kars Klok en Weia Penning, die in Nieuw-Scheemda een winkel annex café dreven. Jaap Klok bezocht de lagere school in Nieuw-Scheemda en moest al vroeg meehelpen in de winkel. Omdat hij goed kon leren, mocht hij eerst naar de avondnormaalschool in Nieuwolda en later naar de dagnormaalschool in Winschoten om de opleiding tot onderwijzer te volgen. Op deze school kwam hij in aanraking met de sociaaldemocratie en de geheelonthouding, principes waaraan hij zijn leven lang trouw is gebleven.
Na het behalen van de akte van bekwaamheid als onderwijzer in 1912 was hij korte tijd werkzaam aan de openbare lagere scholen in Wagenborgen en Finsterwolde.
In 1915 moest hij in verband met de dreigende oorlogsomstandigheden als landstormplichtige in militaire dienst. Hij was actief in de Sociaal Democratische Soldaten Vereniging, maar behaalde daarnaast ook de hoofdakte, wat het mogelijk maakte de dienst te verlaten als hij hoofd van een kleine school kon worden. In 1917 werd hij benoemd aan de openbare lagere school in Birdaard en trouwde met Grietje Kwint.

## De jaren in Akkerwoude
In 1923 werd Jakob Klok op eigen verzoek overgeplaatst naar de openbare lagere school in Akkerwoude. Hij vervulde daar al snel bestuursfuncties in de plaatselijke afdelingen van de SDAP en de Nederlandse Vereniging tot Afschaffing van Alcoholhoudende Dranken, kortweg de NV.
Daarnaast speelde hij een belangrijke rol in tal van verenigingen en instellingen: de Vereniging voor Ziekenhuisverpleging, de plaatselijke gymnastiekvereniging, de Bond voor Staatspensionering, de Landarbeidersbond, de Bestuurdersbond Dantumadeel van het NVV, en nog andere. Hij werkte van 1927 tot 1929 ook mee aan het maandblad voor het openbaar onderwijs in de regio: De Wekker.
In 1929 scheidde Klok van zijn vrouw en hertrouwde met Aukje Anna Blumers, met wie hij vijf kinderen kreeg. De scheiding veroorzaakte in de gemeenschap van de Dokkumer Wouden tamelijk veel rumoer, maar het deed niets af aan het vertrouwen dat men in hem stelde.

## De Tweede Wereldoorlog
Het verzet van Jakob Klok tegen de Duitse bezetter begon geleidelijk en beperkte zich aanvankelijk tot illegale bijeenkomsten met SDAP-’ers. Later zocht hij op verzoek van het verzet adressen voor onderduikers die hij vaak ook zelf onderbracht, op meestal wat meer afgelegen boerderijen. Veel boeren gaven ondanks de gevaren gevolg aan de vraag van de alom bekende hoofdmeester.
In dezelfde tijd begon hij met het ophalen van geld voor de vrouwen van onderduikers die vaak onverzorgd moesten achterblijven. Daarbij hoorde ook het ‘versieren’ van bonkaarten in verband met de levensmiddelenrantsoennering (distributie) en het vervalsen van identiteitsbewijzen.
Werkte hij aanvankelijk in z’n eentje, eind 1942, begin 1943, nam het verzet een hardere en meer gestructureerde vorm aan. Samen met timmerman-aannemer Klaas Wijbenga uit De Valom en gemeenteambtenaar Douwe de Vries in Murmerwoude vormde Klok een driemanschap dat leiding gaf aan de illegale activiteiten in Dantumadeel, met een heel netwerk van medewerkers. Binnen het driemanschap was Klok belast met onderduikers en alles wat daarbij hoorde. Door hemzelf of via hem werden tientallen veelal joodse onderduikers ondergebracht op veilige adressen. Zelf ‘logeerde’ hij in verband met de veiligheid in deze tijd op meer dan vijfentwintig verschillende adressen.
Jakob Klok nam met acht andere verzetsstrijders ook het besluit tot het doodvonnis voor de verrader Frans Vergonet, wat hem ondanks de noodzakelijkheid ervan zeer aangreep. Vergonet werd kort daarna in Groningen door de Groninger student Reint Dijkema doodgeschoten.
Het vertrouwen dat Klok in de gemeenschap genoot, heeft hem in meermalen voor arrestatie behoed. Meer dan eens werd hij tijdig door buren of door (oud-)leerlingen voor dreigend gevaar gewaarschuwd. Soms was er alleen nog tijd om de graanvelden ver achter de schoolmeesterswoning in te vluchten en daar de nacht door te brengen. In januari 1945 werd het gevaar te groot en moest hij definitief verdwijnen, tot 14 april 1945 toen Dantumadeel bevrijd werd.

## Na de oorlog
Kort na de bevrijding van de gemeente Dantumadeel, werd Jakob Klok benoemd tot waarnemend burgemeester van de gemeente Kollumerland en Nieuwkruisland. Hij was inmiddels ook nauw betrokken bij de oprichting van de PvdA in Friesland, waarvan hij tot 1957 voorzitter was. Later speelde hij als fractievoorzitter een niet onbelangrijke rol in de Provinciale Staten, van 1955 tot 1962.
In 1947 werd hij benoemd tot burgemeester van de gemeente het Bildt. Hij was hier nauw betrokken bij de wederopbouw na de oorlog en de problemen van de toen heersende woningnood, de ontvolking van het platteland en de werkloosheid. In 1956 richtte hij met zeven andere gemeenten het Ontwikkelingsschap De Kleibouwstreek op, waarvan hij tot twaalf jaar na zijn pensionering voorzitter was. Klok overleed in 1984 in Beetsterzwaag. In 1999 werd in Akkerwoude, nu de westelijke wijk van Damwoude, een standbeeld voor hem opgericht, vervaardigd door de beeldhouwer Frans Ram.

## Biografie
Een gedeeltelijke biografie (tot 1947, met een samenvatting van de periode daarna) verscheen in 2006: Geert Klok: Die rooie schoolmeester van Akkerwoude.